# أنطوان ألبالات
أنطوان ألبالات (بالفرنسية: Antoine Albalat) (13 فبراير 1856، بريجنول في فرنسا - 22 سبتمبر 1935)؛ روائي فرنسي.